# Erika Zuchold
Erika Barth, coniugata Zuchold (Lucka, 19 marzo 1947 – Asunción, 22 agosto 2015), è stata una ginnasta tedesca.

## Palmarès

### Olimpiadi
- 5 medaglie:
  - 4 argenti (Città del Messico 1968 nel volteggio; Monaco di Baviera 1972 a squadre; Monaco di Baviera 1972 nel volteggio; Monaco di Baviera 1972 nelle parallele asimmetriche)
  - 1 bronzo (Città del Messico 1968 a squadre)

### Mondiali
- 5 medaglie:
  - 2 ori (Lubiana 1970 nel volteggio; Lubiana 1970 nella trave)
  - 3 argenti (Dortmund 1966 nel volteggio; Lubiana 1970 a squadre; Lubiana 1970 nel concorso completo)

### Europei
- 7 medaglie:
  - 2 argenti (Amsterdam 1967 nel volteggio; Landskrona 1969 nel volteggio)
  - 5 bronzi (Landskrona 1969 nel concorso completo; Minsk 1971 nel concorso completo; Minsk 1971 nel volteggio; Minsk 1971 nella trave; Minsk 1971 nel corpo libero)